# Kazuhiko Tanabe
Kazuhiko Tanabe (田辺 和彦 Tanabe Kazuhiko?), född 3 juni 1981 i Ishikawa prefektur, är en japansk före detta fotbollsspelare.
Tanabe började sin karriär 1999 i Bellmare Hiratsuka (Shonan Bellmare). 2004 flyttade han till Yokogawa Musashino. Han avslutade karriären 2006.